# Ulugh Muztagh
La Ulugh Muztagh o Ulugh Muztag (Uighur: Ulug muz tag) (en chino tradicional, 烏魯木孜塔格; en chino simplificado, 乌鲁木孜塔格; pinyin, Wūlǔ Mùzītǎgé) y Muztag Feng (en chino, 木孜塔格峰; pinyin, Mùzītǎgé Fēng) es un grupo montañoso extremadamente remoto al norte de la meseta tibetana. Ubicada en la frontera entre el Tíbet y Sinkiang, forma parte de la cordillera principal de Kunlun del centro-oriente de Asia.
Por mucho tiempo se pensó que su elevación era de 7723 metros, pero fue medida por la Primera Expedición Chino Estadounidense de 1982, quienes establecieron que la elevación real era de 6973 metros, medida que ha sido confirmada desde entonces por la SRTM y por mapeos topográficos chinos modernos. El pico subsidiario del este fue escalado por una expedición finlandesa en 2003, y se le confirmó una altitud de 6925 metros a la Ulugh Muztagh II.
Ha habido unos pocos intentos por escalar la Ulugh Muztagh, y la mayoría de ellos ni siquiera pudieron llegar a las faldas de la montaña. Acercarse a la montaña requiere de un difícil recorrido por un terreno elevado de 4300 a 5000 metros. Las expediciones que sí han logrado escalar la montaña pasaron de dos a tres semanas acercándose a la montaña usando vehículos de tracción a cuatro o seis ruedas.
La afirmación de 7723 metros de altitud de la montaña fue hecha en 1895 por el caballero y explorador inglés George Littledale. A pesar de que exploradores anteriores habían presentado varias elevaciones cientos de metros más bajas, y la expedición científica de 1985 estableció la elevación en 6973 metros, la elevación de Littledale ha sido tan resistente que, incluso en el siglo XXI, sigue siendo la más citada; puede encontrarse en publicaciones confiables, incluyendo Atlas del Tiempo y libros especializados.
Otras montañas remotas del Tíbet cuyas elevaciones han sido establecidas por la SRTM y mapeo moderno chino incluyen:
- Nganglong (Aling) Kangri, 32°48′30″N 81°00′03″E / 32.80833, 81.00083, de 6720 m, pero es citada a menudo como de 7315 m.[cita requerida]
- Amne Machin (Maqen Gangri), 34°47′54″N 99°27′45″E / 34.79833, 99.46250, de 6282 m, pero es citada a menudo como de 7160 m.[cita requerida]
- Bukadaban Feng, 36°01′27″N 90°51′57″E / 36.02417, 90.86583, de 6860 m, pero es citada mucho más alta.[cita requerida]
- Zangser Kangri,[3] 34°23′39″N 85°51′00″E / 34.39417, 85.85000, de 6540 m, pero es citada a menudo como de 6940 m.

Al nordeste del Ulugh Muztagh se encuentra una cuenca endorreica con varios lagos importantes, como los lagos Aqqikol, Ayakkum, y Jingyu. La cuenca está delimitada por la cordillera principal de Kunlun al sur, y por la más o menos paralela cordillera Altyn-Tagh al norte. La mayor parte de la cuenca está protegida oficialmente por la Reserva Natural de Altun Shan.